# Super Long Nose Goblin
Super Long Nose Goblin est un jeu vidéo de type shoot 'em up horizontal édité par Taito en 1991 sur Nec PC-Engine.